# Torre Civica
A Torre Cívica, também chamada de Torre Ghirlandina é o campanário da Catedral de Módena, Itália. Tem 86,12 metros de altura. É o símbolo de Módena, visível de qualquer lugar da cidade.

## História
A estrutura foi construida em 1179, de planta quadrada com cinco andares, chamando-se inicialmente de Torre de São Geminiano. Para competir com as torres de Bolonha, foi alterada sua característica para de uma cúspide octogonal, desenhada por Arrigo da Campione, um dos numerosos mestres de Campione d'Italia entre o Século XIII e o XV atualizaram o estilo da Catedral de Siena ao novo estilo gótico. A parte superior da torre é decorada com duas guirlandas de mármore.
No interior, na Sala della Secchia (com afrescos do Século XV, há uma cópia da representação da Secchia rapita, uma recordação do papel anterior da torre como tesouro da comuna de Módena. Também são notáveis os capitéis esculpidos na Sala dei Torresani, no quinto andar. 
Capitel de David: duas figuras coroadas tocam instrumentos rodeadas de bailarinas.
O Capitel dos Juízes: o significado das cenas não è claro: à esquerda há um rei com um livro na mão que parece escutar as súplicas de duas mulheres; à direita uma pessoa se desespera enquanto seres alados o levantam pelos ombros.
Os outros capitéis não sugerem problemas interpretativos já que são puramente decorativos.
No final do Século XIX foram realizadas várias obras na torre. Em 1890 a parte piramidal superior externa foi concertada e em 1893, depois ter sido implantada uma grande proteção em sua volta, foi executado o revestimento com mármore de Verona. Os trabalhos acabaram em 1897 e depois das obras do engenheiro Giacomo deL Regio Genio Civile a torre voltou a ser mais bela do que nunca.
Absolutamente único o panorama que se divisa desde a lanterna, sobre o telhado vermelho de Módena.
Na pequena Piazza Torre que dà acesso à Via Emilia, há o monumento a Alessandro Tassoni, o mais célebre dos poetas de Módena, autor do poema satírico La secchia rapita, onde, com muita ironia, são narrados os acontecimentos medievais entre os habitantes de Módena e os de Bolonha. A astúcia do personagem cai bem na postura da estátua, realizada em 1860 pelo escultor de Módena Alessandro Cavazza.

## Imagens

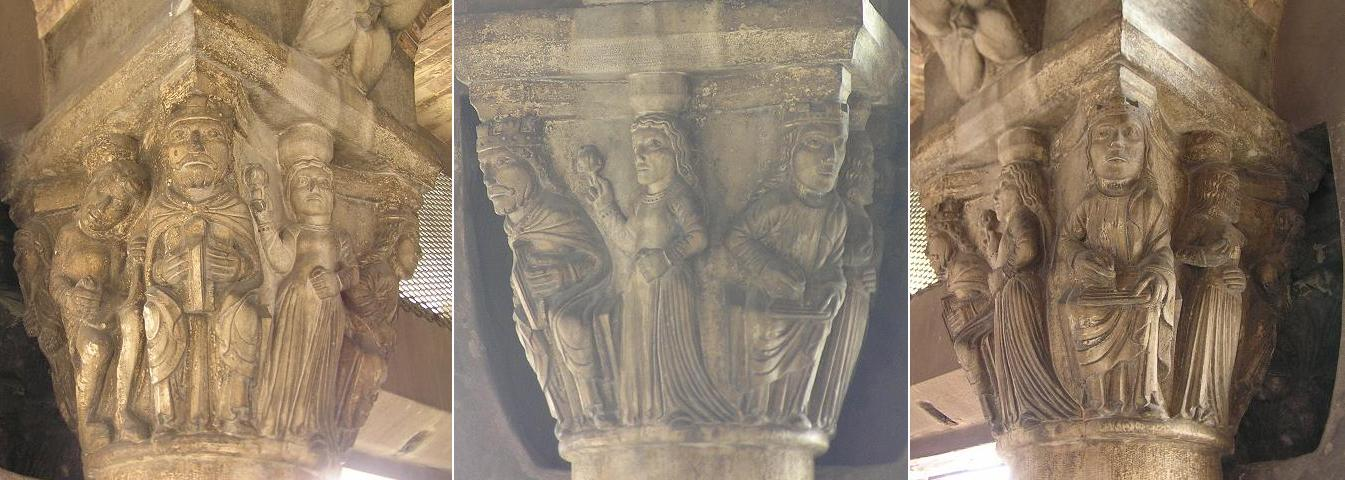
Capitel de David, na Stanza dei Torresani
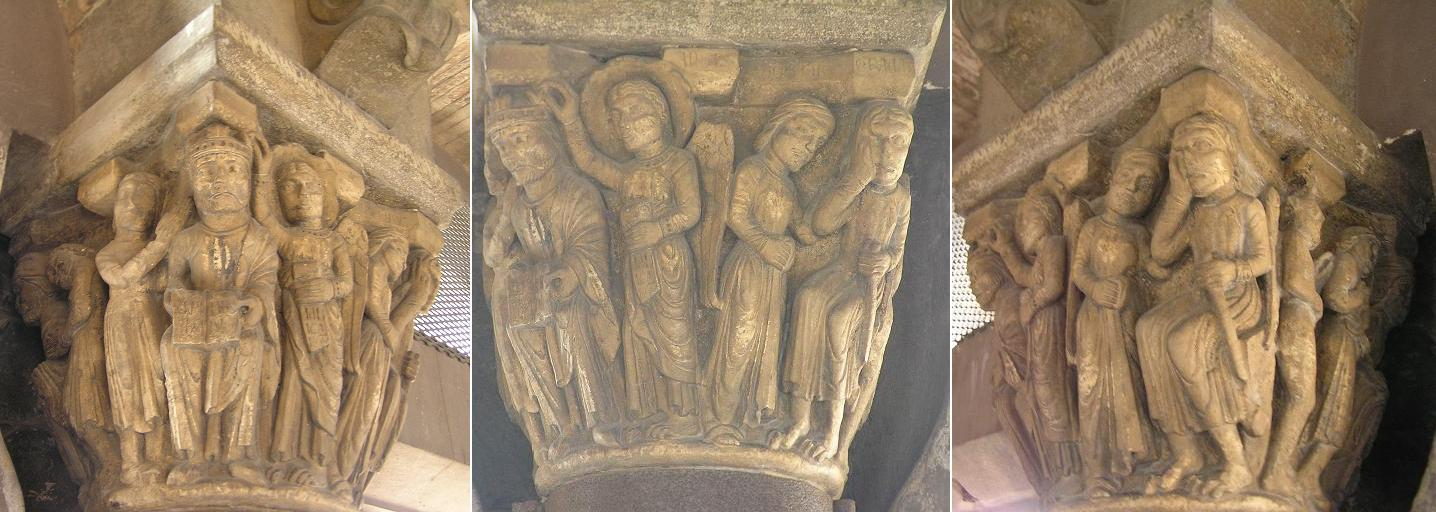
Capitel dos Juízes, na Stanza dei Torresani
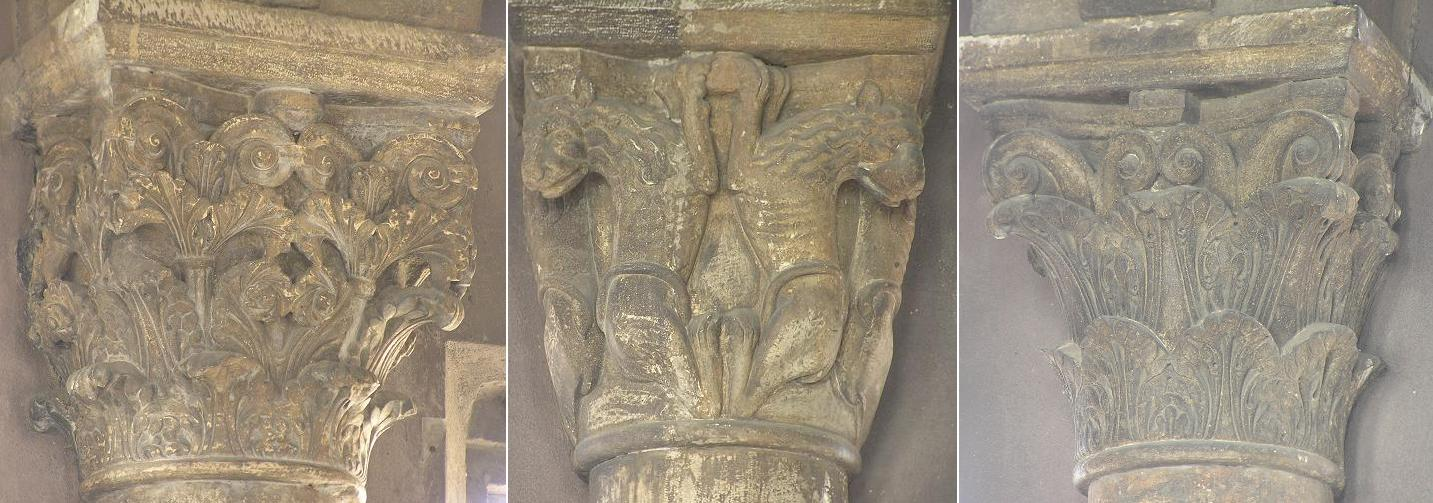
Outros três capitéis na Stanza dei Torresani